# Percolation
Percolation ist ein Musikalbum von Christian Wallumrød. Die zwischen Juli 2023 und August 2024 im Nordic Black Theatre in Oslo, im Studio des Ensembles Asamisimasa und in Seleverksted entstandenen Aufnahmen erschienen am 29. August 2025 auf Sofa Music.

## Hintergrund
Percolation (vom lateinischen percolare, deutsch „durchsickern“ oder „filtern“) ist nach Pianokammer (Hubro, 2014) und Speaksome (Hubro, 2021) das dritte Solo-Klavieralbum des norwegischen Pianisten und Komponisten Christian Wallumrød.

## Titelliste
- Christian Wallumrød: Percolation (Sofa Music)

1. Marrowing
2. Noble Fir
3. Ny Gitar
4. Cigarettes after Gitar
5. You Didn’t
6. Higher than Your Gluteus
7. Marrow too
8. Resting Blueberry
9. Deer Naylla
10. The Sing

Die Kompositionen stammen von Christian Wallumrød.

## Rezeption
Die zehn Stücke würden allesamt Wallumrøds einzigartige, poetische Klangvision unterstreichen, meinte Eyal Hareuveni (Salt Peanuts). Wallumrøds prägende Ästhetik sei das Prinzip „Weniger ist mehr“, doch mit seinem bescheidenen und subtilen Ansatz gelinge ihm das Wunderbare. Stille sei dabei ebenso wichtig wie die Klänge und werde oft von spielerischer, aber nachdenklicher, sinnlicher Ruhe begleitet. Mit wenigen Elementen oder schwer fassbaren Ideen würde er aufschlussreiche und faszinierende Klangbilder schaffen, die oft in ein lockeres Songformat tendieren, manchmal aber auch mit der Klangpalette des Klaviers experimentieren und dabei bewusst Fehltritte und unbeholfene Fummelei wie ein Amateurpianist einsetzen. „Percolation“ umfasse Wallumrøds reiche, nicht kategorisierbare Vision.
Percolation sei ein leise fesselndes Solo-Klavieralbum, das den Hörer mit seiner Sensibilität und Vielseitigkeit belohne, lobte Mike Gates (UK Vibe). Wer seine meditativen Solowerke – Pianokammer (2014) und Speaksome (2021) – kenne, werde diese neueste Fortsetzung seiner Ästhetik als vertraut und zugleich behutsam aufschlussreich empfinden. Wallumrød erschaffe Musik aus der Stille und setze Klänge ein, wie ein bildender Künstler ein leeres Blatt Papier markiert: minimalistisch, maßvoll und mit tiefgründiger Überlegung. Als einer der originellsten Komponisten und Improvisatoren Norwegens bewege sich Wallumrød seit langem an den Grenzen zwischen Neuer Musik, Folk, Jazz und Klassik. Seine Musik baue eher auf subtiler Tonhöhe, Gestik und Raum auf, als auf Extravaganz. Percolation destilliere Wallumrøds minimalistischen Kern in eine kommunikativere, leise lyrische Form, in der Melodie und Stille koexistieren. Im Kern sei es ein authentisches und weitgehend nachdenkliches Album, insbesondere für diejenigen, die mit Wallumrøds Welt vertraut sind.